# Lirar och berättar
Lirar och berättar från 2010 är ett soloalbum med Nina Ramsby. Albumet spelades in live av Sveriges Radio vid en konsert på Stallet i Stockholm.

## Låtlista
1. Min kulturella bakgrund ... – 0:54
2. Och nu gör ingenting ont (Sade/Nina Ramsby) – 3:30
3. Dvs man måste få lite lite grann, för att också kunna ge – 0:47
4. Natt i en stad (Lillebjörn Nilsen/Fred Åkerström) – 2:35
5. Varsågoda... och tack såklart! – 1:01
6. Hjärta av guld (Eva Dahlgren) – 4:29
7. Jag är lite försynt, tar inte plats, syns inte i mängden, GRÅ – 2:52
8. Rosenblad, rosenblad (Georg Riedel/Cornelis Vreeswijk) – 3:49
9. Nu kommer en popdänga från 1700-talet – 0:37
10. Glimmande nymf (Carl Michael Bellman) – 4:50
11. Martin, min tant-kompis – 1:56
12. Två tungor (Finn Kalvik/Fred Åkerström) – 3:17
13. Vi är alla av samma skrot och korn och så även musiken – 2:11
14. Hon går nu (Michael McDonald/Nina Ramsby) – 4:34
15. Visst är jag cirkusartist, men jag är inte kvinna – 2:34
16. Finns det någon där (Bröderna Lindgren) – 2:47
17. Jag önskar att 'Jag vet en dejlig rosa' kommer in i den svenska psalmboken... som en reminder – 1:18
18. Jag vet en dejlig rosa (trad) – 2:22
19. När man e me i radio så måste man ju vara lite politisk och passa på att göra lite revolution, e re inte så? – 1:32
20. Telegram för Lucidor (Cornelis Vreeswijk) – 2:02
21. Stina Nordenstam sa inte nix pix, hon sa: kör! – 1:21
22. Du min vän (Stina Nordenstam/Nina Ramsby) – 3:14
23. Jag är repetitions-skämts människa, man kan hålla på i deceniumer, och här är jag nu med skägget i brevlådan – 0:57
24. Innan klockan slagit tolv (Bo Sundström) – 4:05
25. Request? Kör Creedence! Kör Stairway to Heaven. Nä, det där har jag slutat med för länge sen, det kanske du också borde – 0:54
26. Med ögon känsliga för grönt (Nils Hansén/Barbro Hörberg) – 3:52

## Medverkande
- Nina Ramsby – sång, gitarr